# Рейхан, Юзеф

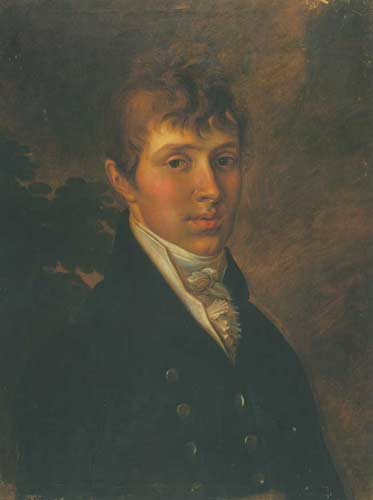
Юзеф Рейхан. Портрет Адама Созанского

Юзеф (Иосиф) Рейхан (пол. Józef Reichan или Rejchan; 1762, Замосць — 10 мая 1818, Львов) — польский художник, портретист.

## Биография
Родился в семье выходца из Саксонии, поселившегося в Польше во время правления Августа III художника Мацея Рейхана, у которого получил первые уроки живописи.
Продолжил обучение в художественной мастерской в Королевском дворце в Варшаве под руководством Марчелло Бачиарелли.
Участник восстания Костюшко. В 1794 году служил в артиллерии мятежников. Во время боев при штурме Варшавы получил тяжелое ранение.
После подавления восстания находился на излечении в поместье Чарторыйских в Пулавах.
В 1798 году Юзеф Рейхан поселился во Львове, где жил и творил до своей смерти в 1818 году.
Был похоронен на Лычаковском кладбище.
Кроме портретов, создал ряд картин на религиозную и жанровую тематику .
Потомками Юзефа были польские художники — сын Алоизий Рейхан и внук Станислав Рейхан.

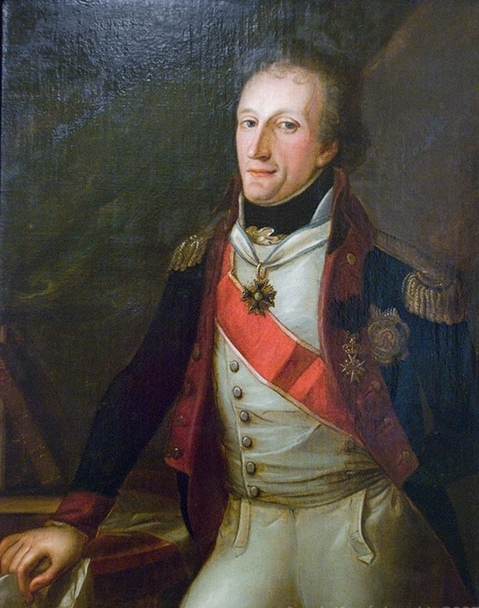
Худ. Рейхан. Мужской портрет

## Источник
- Aleksander Medyński. Ilustrowany przewodnik po cmentarzu Łyczakowskim  (пол.)